# Parque Lajinha
O Parque da Lajinha é um parque municipal localizado na cidade de Juiz de Fora, no estado de Minas Gerais, Brasil. Ele está situado próximo ao centro da cidade, na Avenida Deusdedith Salgado.

## História
O Parque Natural Municipal da Lajinha, designado oficialmente pelo Decreto n.º 11.266 de 10 de julho de 2012, está localizado na área anteriormente ocupada pela Fazenda da Lajinha, que foi desapropriada pela Prefeitura de Juiz de Fora em 1978.
A vegetação presente no Parque Natural Municipal da Lajinha é caracterizada como Floresta Estacional Semidecidual Montana e constitui uma das últimas áreas remanescentes de Mata Atlântica no município. No passado, essa mata era parte de um ecossistema maior que incluía as matas do Campus Universitário, Fazenda Santa Cândida e Mata do Imperador. A fauna do parque é predominantemente composta por aves, peixes, mamíferos de pequeno e médio porte, répteis e artrópodes.
Atualmente, o Parque Natural Municipal da Lajinha é a única área verde de médio porte em Juiz de Fora que está aberta ao público para atividades de lazer e turismo ecológico. Reconhecendo seu potencial, está em andamento o desenvolvimento de um Plano de Manejo em parceria com consultores do Banco Interamericano de Desenvolvimento (BID). Juiz de Fora foi escolhida entre outros municípios da América Latina para receber esse apoio. O Plano de Manejo está em fase final e será avaliado pela comunidade de Juiz de Fora e pela administração municipal.
Com a implementação do Plano de Manejo, o atual Parque Natural Municipal da Lajinha será classificado como uma Unidade de Conservação, de acordo com o Sistema Nacional de Unidades de Conservação da Natureza (SNUC). Essa classificação permitirá que o parque seja utilizado para fins científicos, culturais, turísticos, de lazer e como espaço dedicado à prática de Educação Ambiental.